# Lemma von Nakayama
Das Lemma von Nakayama, benannt nach dem japanischen Mathematiker Tadashi Nakayama, ist der folgende Satz der kommutativen Algebra:
Es sei {\displaystyle M} ein endlich erzeugter nichttrivialer {\displaystyle R}-Modul und {\displaystyle {\mathfrak {a}}} ein Ideal, das im Jacobson-Radikal von {\displaystyle R} liegt. Dann ist {\displaystyle {\mathfrak {a}}M\neq M}.

## Beweis
Wir nehmen {\displaystyle {\mathfrak {a}}M=M} an. Es sei {\displaystyle \{u_{1},\ldots ,u_{n}\}} ein minimales Erzeugendensystem von {\displaystyle M}. Da {\displaystyle M} nichttrivial ist, folgt {\displaystyle n\geq 1} und {\displaystyle u_{n}\not =0}. 
Da nach Annahme {\displaystyle u_{n}\in {\mathfrak {a}}M}, gäbe es dann eine Gleichung der Form {\displaystyle u_{n}=\sum _{i=1}^{n}a_{i}u_{i}} mit {\displaystyle a_{i}\in {\mathfrak {a}}}, also {\displaystyle (1-a_{n})u_{n}=\sum _{i=1}^{n-1}a_{i}u_{i}}.
Da {\displaystyle a_{n}} im Jacobson-Radikal liegt, ist der Faktor {\displaystyle 1-a_{n}} eine Einheit. Das Erzeugendensystem ist also nicht minimal und damit die Annahme widerlegt.

## Folgerungen
- Ist {\displaystyle M} ein endlich erzeugter {\displaystyle R}-Modul, {\displaystyle N} ein Untermodul und {\displaystyle {\mathfrak {a}}\subset J(R)} ein Ideal, so gilt

{\displaystyle M={\mathfrak {a}}M+N\ \Rightarrow \ M=N}.
Diese Folgerung, die zu obigem Lemma äquivalent ist und daher auch als Lemma von Nakayama bezeichnet wird, kann man zum Heben von Basen verwenden:
- Es seien {\displaystyle R} ein lokaler Ring, {\displaystyle {\mathfrak {m}}} sein maximales Ideal und {\displaystyle \kappa :=R/{\mathfrak {m}}} der Restklassenkörper.

Sind dann {\displaystyle x_{1},\ldots ,x_{n}} Urbilder einer Basis des {\displaystyle \kappa }-Vektorraums {\displaystyle M/{\mathfrak {m}}M}, so erzeugen die {\displaystyle x_{i}} den Modul {\displaystyle M}.